# Nuoto ai IX Giochi del Mediterraneo
Le gare di nuoto ai Giochi del Mediterraneo 1983 si sono svolte nel settembre 1983 a Casablanca, in Marocco. Il programma ha visto lo svolgimento di 29 specialità complessive, di cui 15 maschili e 14 femminili.

## Medagliere
| Posizione | Paese      | Oro | Argento | Bronzo | Totale |
| --------- | ---------- | --- | ------- | ------ | ------ |
| 1         | Italia     | 17  | 11      | 8      | 36     |
| 2         | Spagna     | 5   | 5       | 5      | 15     |
| 3         | Francia    | 4   | 10      | 4      | 18     |
| 4         | Jugoslavia | 2   | 1       | 4      | 7      |
| 5         | Grecia     | 1   | 1       | 6      | 8      |
| 6         | Egitto     | 0   | 1       | 0      | 1      |
| 7         | Turchia    | 0   | 0       | 2      | 2      |
| Totale    | Totale     | 29  | 29      | 29     | 87     |

## Podi

### Uomini
| Evento               | Oro                                                                            | Perform. | Argento                                                                           | Perform.        | Bronzo                                                                         | Perform. |
| Stile libero         |                                                                                |          |                                                                                   |                 |                                                                                |          |
| 100 m                | Marcello Guarducci                                                             | 51”71    | Laurent Neuville                                                                  | 52”48           | Kemal Sadri Özün                                                               | 53”48    |
| 200 m                | Borut Petric                                                                   | 1'52”98  | Juan Carlos Vallejo                                                               | 1'53”06         | Darjan Petric                                                                  | 1'53”26  |
| 400 m                | Darjan Petric                                                                  | 3'54”72  | Marco Dell'Uomo                                                                   | 3'56”92         | Borut Petric                                                                   | 3'57”66  |
| 1500 m               | Rafael Escalas                                                                 | 15'18”89 | Darjan Petric                                                                     | 15'28”75        | Juan Enrique Escalas                                                           | 15'34”16 |
| Dorso                |                                                                                |          |                                                                                   |                 |                                                                                |          |
| 100 m                | Claude Jambet                                                                  | 58”88    | Sharif Nour                                                                       | 58”95           | Fabrizio Bortolon                                                              | 59”77    |
| 200 m                | Paolo Falchini                                                                 | 2'06”06  | Claude Jambet                                                                     | 2'08”34         | Ilias Malamas                                                                  | 2'09”70  |
| Rana                 |                                                                                |          |                                                                                   |                 |                                                                                |          |
| 100 m                | Raffaele Avagnano                                                              | 1'05”44  | Gustavo Torrijos                                                                  | 1'05”47         | Piero Tenderini                                                                | 1'05”52  |
| 200 m                | Enrique Romero                                                                 | 2'22”07  | Raffaele Avagnano                                                                 | 2'24”71         | Cesare Fabbri                                                                  | 2'24”94  |
| Farfalla             |                                                                                |          |                                                                                   |                 |                                                                                |          |
| 100 m                | David López-Zubero                                                             | 55"21    | Marco Tornatore                                                                   | 56"50           | Íshan Sabri Özün                                                               | 56"71    |
| 200 m                | Harri Garmendia                                                                | 2'03”09  | Marco Tornatore                                                                   | 2'03”22         | Giulio Sartorio                                                                | 2'03”41  |
| Misti                |                                                                                |          |                                                                                   |                 |                                                                                |          |
| 200 m                | David López-Zubero                                                             | 2'06”67  | Maurizio Divano                                                                   | 2'07”30         | Borut Petric                                                                   | 2'08”01  |
| 400 m                | Giovanni Franceschi                                                            | 4'27”30  | Maurizio Divano                                                                   | 4'28”14         | Rafael Escalas                                                                 | 4'28”31  |
| Staffette            |                                                                                |          |                                                                                   |                 |                                                                                |          |
| 4x100 m stile libero | Italia Marcello Guarducci Andrea Ceccarini Stefano Corradi Metello Savino      | 3'26”53  |                                                                                   | Francia 3'28”80 | Spagna David López-Zubero Joaquin Herrero Ignacio Ibargüen Juan Carlos Vallejo | 3'30”76  |
| 4x200 m stile libero | Italia Roberto Bianconi Marcello Guarducci Marco Dell'Uomo Giovanni Franceschi | 7'34”48  | Spagna David López-Zubero Juan Enrique Escalas Rafael Escalas Juan Carlos Vallejo | 7'35”46         | Francia                                                                        | 7'36”96  |
| 4x100 m misti        | Italia Fabrizio Bortolon Piero Tenderini Marco Tornatore Marcello Guarducci    | 3'50”44  | Spagna Ignacio Ibargüen Gustavo Torrijos David López-Zubero Juan Carlos Vallejo   | 3'52”76         | Francia                                                                        | 3'53”81  |

### Donne
| Evento               | Oro                                                                          | Perform. | Argento                                                           | Perform. | Bronzo                                                               | Perform. |
| Stile libero         |                                                                              |          |                                                                   |          |                                                                      |          |
| 100 m                | Sophie Kamoun                                                                | 58”00    | Véronique Jardin                                                  | 58”53    | Sofia Dara                                                           | 58"63    |
| 200 m                | Laurence Bensimon                                                            | 2'04”86  | Sophie Kamoun                                                     | 2'05”07  | Sofia Dara                                                           | 2'05”63  |
| 400 m                | Sofia Dara                                                                   | 4'18”61  | Carla Lasi                                                        | 4'19”61  | Laurence Bensimon                                                    | 4'21”49  |
| 800 m                | Carla Lasi                                                                   | 8'47”94  | Monica Olmi                                                       | 8'50”71  | Sofia Dara                                                           | 8'53”83  |
| Dorso                |                                                                              |          |                                                                   |          |                                                                      |          |
| 100 m                | Manuela Carosi                                                               | 1'04”96  | Véronique Jardin                                                  | 1'05”43  | Ilaria Tocchini                                                      | 1'07”05  |
| 200 m                | Manuela Carosi                                                               | 2'19”20  | Véronique Jardin                                                  | 2'20”29  | Martina Giuliani                                                     | 2'21”50  |
| Rana                 |                                                                              |          |                                                                   |          |                                                                      |          |
| 100 m                | Sabrina Seminatore                                                           | 1'12”35  | Catherine Poirot                                                  | 1'12”99  | Manuela Dalla Valle                                                  | 1'13”68  |
| 200 m                | Alessandra Zambruno                                                          | 2'38”21  | Simona Brighetti                                                  | 2'38”50  | Paraskevi Protopapa                                                  | 2'40”03  |
| Farfalla             |                                                                              |          |                                                                   |          |                                                                      |          |
| 100 m                | Cinzia Savi Scarponi                                                         | 1'02”79  | Ilaria Tocchini                                                   | 1'03”60  | Sophie Falandry                                                      | 1'04”16  |
| 200 m                | Cinzia Savi Scarponi                                                         | 2'17”97  | Rosanna La Torre                                                  | 2'19”50  | Natalia Autric                                                       | 2'21”18  |
| Misti                |                                                                              |          |                                                                   |          |                                                                      |          |
| 200 m                | Cinzia Savi Scarponi                                                         | 2'18”80  | Paraskevi Protopapa                                               | 2'20”54  | Manuela Dalla Valle                                                  | 2'22”97  |
| 400 m                | Roberta Felotti                                                              | 4'54”72  | Laurence Bensimon                                                 | 4'55”96  | Paraskevi Protopapa                                                  | 4'56”86  |
| Staffette            |                                                                              |          |                                                                   |          |                                                                      |          |
| 4x100 m stile libero | Francia                                                                      | 3'53”64  | Spagna Natalia Mas Sabrina Van Steen Ingrid juliá Menchu Valiente | 4'02”28  | Jugoslavia Pentić Vesna Šeparović Grubišić Kavčić                    | 4'09”92  |
| 4x100 m misti        | Italia Manuela Carosi Sabrina Seminatore Cinzia Savi Scarponi Grazia Colombo | 4'17”99  | Francia Véronique Jardin                                          | 4'19”79  | Spagna Natalia Autric Henar Alonso Pimentel mónica Mateu Natalia Mas | 4'29”69  |